# 布林赫斯特 (印地安納州)
布林赫斯特（英語：Bringhurst）是位於美國印地安納州卡洛爾縣的一個非建制地區。該地的面積和人口皆未知。

## 地理
布林赫斯特的座標為40°31′31″N 86°31′30″W / 40.52528°N 86.52500°W，而該地的平均海拔高度為220米（即722英尺）。